# Protochymomyza
Protochymomyza är ett utdött släkte av tvåvingar som ingår i familjen daggflugor.
Protochymomyza beskrevs av David Grimaldi år 1987 från exemplar av Protochymomyza miocena fossiliserade i bärnsten.
Det vetenskapliga namnet betyder "före Chymomyza", proto är grekiska för före och Chymomyza är ett annat släkte inom familjen daggflugor. Namnet refererar till släktets likhet med Chymomyza och att det är fossilt.